# Carlo Daroda
Carlo Daroda (Terni, 24 marzo 1904 – Roma, 1981) è stato un dirigente d'azienda italiano.

## Biografia
Nato a Terni nel 1904, dopo aver compiuto gli studi classici, nel 1923 trovò impiego alla SITI di Milano, nella sezione dedicata alla produzione delle radio. Percorsa una rapida carriera presso questa società, nel 1930 fu assunto dalla Radiomarelli come dirigente. Due anni più tardi, nel 1932, si stabilì a Roma dove svolse la funzione di agente di vendita dell'azienda milanese per il Lazio, l'Umbria e gli Abruzzi. Collaborò attivamente con le amministrazioni statali, in particolare durante la guerra, assolvendo importanti e delicati incarichi.
Nel 1944, divenne socio e comproprietario dell'Industria Radiotecnica Italiana di Giordano Bruno Verdesi, con cui avviò un importante sodalizio imprenditoriale che portò l'azienda, divenuta Autovox nel 1953, ad assumere un ruolo importante nell'industria elettronica italiana del dopoguerra, in particolare una leadership nella produzione delle autoradio, sia a livello nazionale che internazionale. Dell'Autovox, Daroda fu presidente, come pure delle sue consociate estere di New York, Ginevra, Madrid e Parigi. Fu inoltre presidente della Mallory Timers Continental S.p.A, joint venture tra Autovox e la statunitense PR Mallory & Company per la produzione di commutatori a tempo per lavatrici automatiche e lavastoviglie, destinati al Mercato Comune Europeo. Altre cariche ricoperte furono quelle di vicepresidente dell'azienda tessile Incom di Montecatini Terme, di direttore generale della Compagnia Generale Elettronica, e di membro della direzione della Compagnia Generale Telemar.
Nel 1971, Verdesi uscì dall'Autovox avendo ceduto le sue quote alla Motorola, mentre Daroda rimase come azionista di minoranza con una quota del 16%, e conservò la carica di massimo dirigente dell'azienda romana, fino a che la medesima nel 1977 venne totalmente acquisita dalla multinazionale americana.
Morì a Roma nel 1981.